# Fiat A.12
Il Fiat A.12 era un motore aeronautico 6 cilindri in linea raffreddato ad acqua prodotto dall'azienda italiana Società Italiana Aviazione (SIA), poi Fiat Aviazione, tra il 1916 ed il 1919.

## Storia
In conseguenza del coinvolgimento italiano nella prima guerra mondiale, la crescente necessità di poter disporre velivoli, e di conseguenza motori, da utilizzare nella nuova arma aerea, determinò un'accelerazione nello sviluppo dell'aviazione e molte aziende meccaniche nazionali si prodigarono nella progettazione di nuove unità motrici.

### Sviluppo
La FIAT, che nel 1916 aveva creato una sua controllata, la Società Italiana Aviazione, e che già aveva in produzione il Fiat A.10, si inserì nel mercato della fornitura militare con un nuovo progetto, un motore atto a sviluppare una potenza superiore e destinato ad equipaggiare velivoli di produzione nazionale.
Il nuovo motore, che assunse la designazione A.12, venne progettato sviluppando la tecnologia acquisita dall'esperienza Fiat nella realizzazione di grandi motori da competizione. Era un'unità dalle generose dimensioni, più consone ad un motore marino piuttosto che aeronautico, caratterizzata da una cilindrata complessiva pari a 21 715 cm³ e da un sensibile aumento del peso a vuoto del precedente modello.

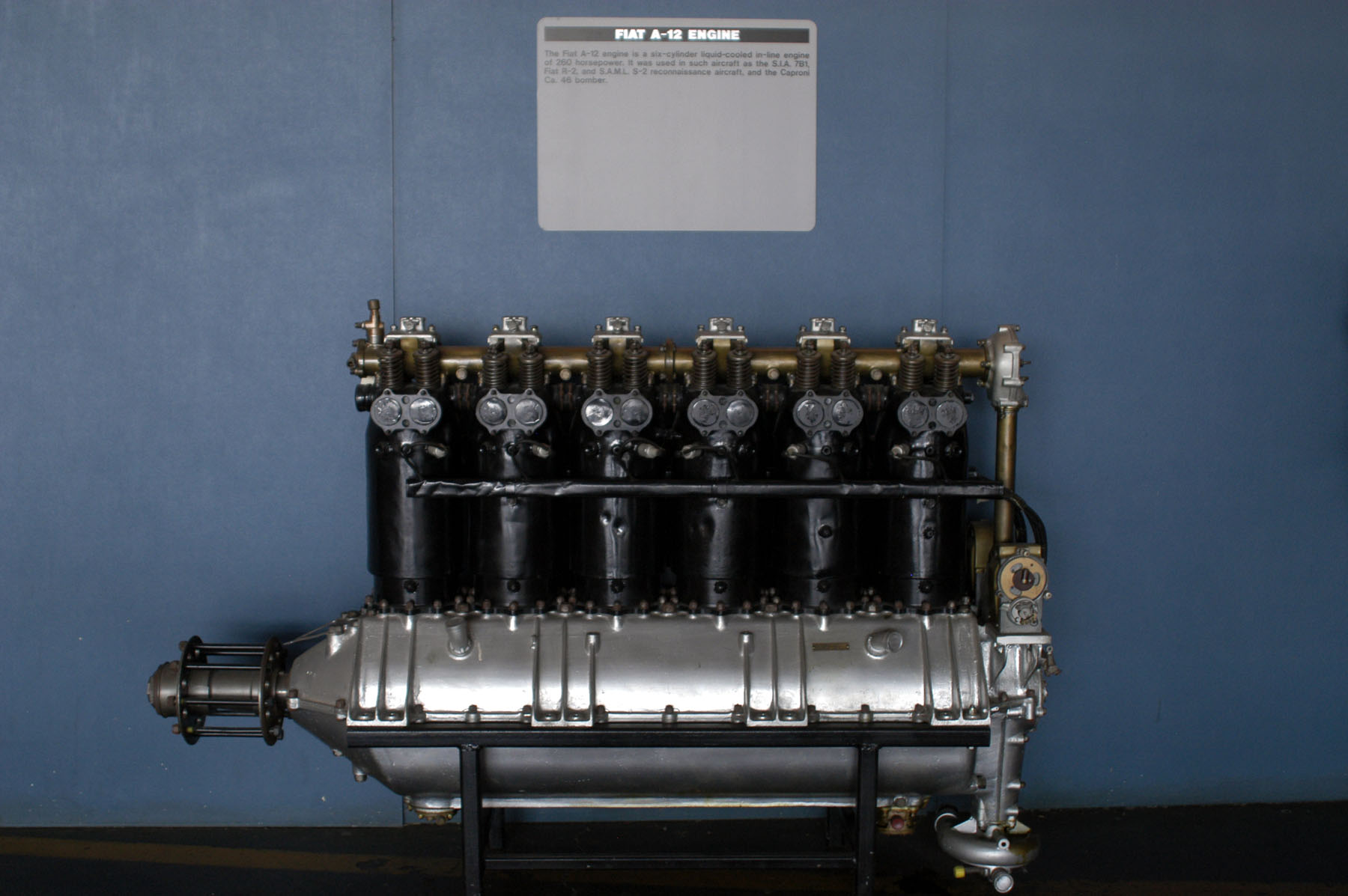
Vista laterale del Fiat A.12 esposto alla Research & Development Gallery, National Museum of the USAF.

Data la necessità di disporre al più presto di nuovi motori, la produzione in serie venne avviata, nel 1916, appena i test a terra diedero risultati positivi ma l'esperienza sul campo confermò le aspettative progettuali eccellendo in efficienza ed affidabilità.
L'anno successivo venne introdotto un ulteriore sviluppo destinato alla grande serie. L'unità, designata A.12bis, era caratterizzata da una maggiore potenza disponibile ottenuta modificando le misure di alcuni componenti interni ed innalzando il rapporto di compressione.
In totale ne furono costruiti 13 260 esemplari dal 1916 al 1919, risultando uno dei motori alleati più utilizzato.

### Impiego
I modelli A.12 ed A.12bis furono applicati con successo a numerosi modelli, principalmente di produzione nazionale, dai più leggeri aerei da ricognizione ai più pesanti bombardieri.

#### Altre applicazioni
Nel 1917, il motore A.12 fu prescelto come propulsore per il carro armato pesante Fiat 2000 (40 t), primo carro armato di concezione e produzione italiana, prodotto per l'Esercito Italiano in due soli esemplari tra il 1917 e 1918. Un motore A.12, recuperato dai rottami di un residuato bellico, venne montato sullo chassis di una vecchia automobile da competizione, una Fiat SB4, allo scopo di ottenere una vettura da primato. Ne risultò la celebre "Mefistofele" che condotta dal suo costruttore, il pilota britannico Ernest Eldridge, conquistò il primato mondiale di velocità sul chilometro lanciato, nel 1924, sul rettifilo di Arpajon, in Francia.
La Mefistofele non fu l'unica auto ad alte prestazioni a ricevere questo motore. Esso venne montato infatti anche sulla Fiat Botafogo.

## Descrizione tecnica
Il Fiat A.12, come molti motori dell'epoca, presentava una configurazione a cilindri separati, collegati tra loro dalle tubature del circuito di raffreddamento, che poggiavano imbullonati sul basamento realizzato in due semigusci che conteneva l'albero a gomiti.
La distribuzione era monoalbero in testa (SOHC) comandato dall'albero a gomiti tramite una serie di ingranaggi ed alberini di trasmissione, posizionato tra i bilancieri che attuavano le quattro valvole, due di aspirazione e due di scarico.
L'alimentazione era affidata ad un singolo carburatore doppio corpo, diventati due per la versione A.12bis, posizionato sul lato sinistro.
La trasmissione del moto al perno dell'elica avveniva in presa diretta.

## Versioni
A.12
prima versione ad essere avviata alla produzione in serie caratterizzata dal rapporto di compressione 4,5;1, peso a secco di 390 kg, capace di sviluppare nelle sue versioni iniziali una potenza pari a 210 CV a 1 400 giri/min al livello del mare.
A.12bis
sviluppo dell'A.12. Versione caratterizzata dall'applicazione di valvole maggiorate, rapporto di compressione 4,7:1, 2 carburatori a doppio corpo ed un peso a secco di 438 kg per una potenza 300 CV (221 kW) a 1 600 giri/min.

## Velivoli utilizzatori
Finlandia
- IVL A.22 Hansa

 Francia
- Breguet 14

 Italia
- Ansaldo A.300
- Caproni Ca.40
- Caproni Ca.5
- Caproni Ca.46
- Fiat R.2
- Macchi M.4
- Macchi M.9
- Macchi M.15
- Pomilio PC
- Pomilio PD
- Pomilio PE
- SAML S.1
- SAML S.2
- Savoia-Marchetti S.55
- Savoia-Pomilio SP.2
- Savoia-Pomilio SP.3
- SIA 7B.1
- SIAI S.9
- SIAI S.16 ed S.16bis (A.12bis)

 Regno Unito
- Airco DH.4
- Airco DH.9
- Vickers Vimy (solo un prototipo)